# Oh Yes I Can
Oh Yes I Can är det andra soloalbumet med Crosby, Stills, Nash & Young-medlem David Crosby. Albumet släpptes av skivbolaget A&M Records den 23 januari 1989, 18 år efter hans första soloalbum, If I Could Only Remember My Name.

## Låtlista
1. "Drive My Car"	– 3:34
2. "Melody" (David Crosby/Craig Doerge) – 4:07
3. "Monkey and the Underdog"	(David Crosby/Craig Doerge) – 4:15
4. "In the Wide Ruin"	(Craig Doerge/Judy Henske) – 4:47
5. "Tracks in the Dust" – 4:48
6. "Drop Down Mama" – 3:07
7. "Lady of the Harbor" (David Crosby/Craig Doerge) –	3:19
8. "Distances" – 3:36
9. "Flying Man" (David Crosby/Craig Doerge) – 3:25
10. "Oh Yes I Can" – 5:08
11. "America (My Country 'Tis of Thee)" (Trad., arr.: Michael Hedges) – 1:58

- Alla låtar skrivna av David Crosby om inget annat anges.

## Medverkande
Musiker
- David Crosby – sång, bakgrundssång, elektrisk gitarr (spår 5, 6),  akustisk gitarr (spår 8)
- Danny Kortchmar – akustisk gitarr (spår 1, 3), elektrisk gitarr (spår 8)
- David Lindley – slidegitarr (spår 1)
- Steve Lukather – gitarr (spår 2, 4)
- Michael Hedges – gitarr (spår 5, 11), bakgrundssång (5), arrangement (spår 11)
- Dan Dugmore – slidegitarr (spår 6)
- Michael Landau – gitarr (spår 7)
- Larry Carlton – gitarr (spår 9)
- Leland Sklar – basgitarr (spår 1, 2, 4, 7, 9, 10, 11)
- George "Chocolate" Perry – basgitarr (spår 3, 8)
- Tim Drummond – basgitarr (spår 6)
- Joe Vitale – trummor (spår 1, 3, 8), orgel (spår 3), synthesizer (spår 10)
- Russell Kunkel – trummor (spår 2, 4, 7, 9, 10), percussion (spår 7)
- Jim Keltner – trummor (spår 6)
- Joe Lala – percussion (spår 2, 8, 9)
- Craig Doerge – synthesizer (spår 1), Yamaha TX816 Rhodes (spår 2), piano (spår 3, 4, 6, 10), Rhodes-piano (spår 4), keyboard (spår 7, 9)
- Kim Bullard – synthesizer (spår 2, 4, 10)
- Michael Finnigan – orgel (spår 3, 6)
- Kenny Kirkland – elektrisk piano (spår 8)
- Jerry Hey – trumpet, arrangement (spår 3)
- Larry Williams – saxofon (spår 3)
- Kim S. Hutchcroft – saxofon (spår 3)
- Gary Grant – trumpet (spår 3)
- Jackson Browne – bakgrundssång (spår 4)
- Graham Nash – bakgrundssång (spår 5, 11), elektrisk piano (spår 8)
- Bonnie Raitt – bakgrundssång (spår 7)
- James Taylor – bakgrundssång (spår 10)
- J.D. Souther – bakgrundssång (spår 11)

Produktion
- David Crosby, Craig Doerge, Stanley Johnston, Howard Alpert, Ron Alpert, Eddie Wilner – musikproducent
- Stephen Barncard, Steve Gursky, Stanley Johnston, Gerry Lentz, Jay Parti – ljudtekniker
- Tom Banghart, Gary Boatner, Michael Bosley, Troy Cruze, Larry Goodwin, Scott Gordon, Mark McKenna, Russell Schmidt, Allan Tucker, Bob Vogt, Paul Winger – assisterande ljudtekniker
- Niko Bolas, Stanley Johnston – ljudmix
- Bob Ludwig, Mike Reese – mastering
- Caroline Balog, Gary Burden – omslagsdesign
- Henry Diltz, Jay Parti, Aaron Rapoport – foto